# 황갈색사슴쥐
황갈색사슴쥐 또는 습지쥐(Peromyscus perfulvus)는 비단털쥐과에 속하는 설치류의 일종이다. 멕시코에서만 발견된다.

## 특징
황갈색사슴쥐는 길고 털이 많은 꼬리를 가진 겉모습이 전형적인 쥐를 닮은 형태를 갖고 있다. 몸 대부분은 불그스레한 육계색 털이 덮여 있으며 하체는 연한 크림색을 띤다. 얼굴은 회색빛을 띠며 눈 주위에 둥글게 짙은 털이 약간 나 있고, 꼬리는 세피아색과 갈색을 띤다. 꼬리 길이와 뒷발 일부분의 갈색 털이 근연종과 구별되는 특징으로 다른 종들은 뒷발이 순백색을 띤다. 머리부터 몸까지 길이는 10~12cm, 꼬리 길이는 10~14cm이다. 다 자란 개체의 몸무게는 30~42g이다.

## 분포 및 서식지
황갈색사슴쥐는 멕시코 서부와 중부의 좁은 지역에서만 서식하는 토착종이다. 북쪽의 할리스코주부터 해안가를 따라서 남쪽의 게레로주 북단까지 발견되며, 미초아칸주 내륙과 멕시코주 서부에서도 서식한다. 열대 탈락성 숲과 해발 1300m 이하의 울창한 숲에서도 서식한다. "습지쥐"라는 다른 일반명이 함축하는 것과 같이 호수와 시내 또는 인공 관개수로 등 일반적으로 습윤 서식지에서 발견되며, 열대 과일 과수원과 사탕수수 농장에서도 보고되고 있다.

## 아종
2종의 아종이 알려져 있다.
- P. p. perfulvus - 미초아칸 주, 멕시코 주, 게레로 주
- P. p. chrysopus - 할리스코 주, 콜리마주

## 생태
황갈색사슴쥐는 야행성 동물이고, 나무에서 대부분의 시간을 홀로 보내는 독거성 동물이지만 이동할 때는 땅을 따라 움직인다. 잡식성 동물로 씨앗과 과일, 곤충을 먹는다. 풀밭과 기타 식물로 구형의 둥지를 만들어 나무 속이나 울창한 덤불로 숨기고, 둥지로부터 멀리 떨어져 움직이는 경우는 거의 없으며 움직이더라도 70m 이상을 넘지 않는다. 현지 환경의 영향에 따라 연중 개체 밀도의 변화가 많지만 일반적으로 헥타르 당 약 15마리 이하가 서식한다. 알려져 있는 포식자는 오셀롯이다. 연중 번식을 하며, 임신 기간 39~46일 이후에 최대 4마리의 새끼를 낳는다. 태어날 때 새끼는 털이 없고 눈을 뜨지 못하며 몸무게는 겨우 2~3g이다. 생후 약 25일 이후에 젖을 떼고, 약 6~7주 이후에 완전한 성체 크기가 된다.